# Asu Wa Kuru Kara
Asu Wa Kuru Kara (明日は来るから) là đĩa đơn tiếng Nhật thứ tư của Tohoshinki, phát hành ngày 8 tháng 3 năm 2006 bởi Rhythm Zone.
Ca khúc đã được chọn làm nhạc nền kết thúc thứ mười bảy của anime One Piece.

## Danh sách bài hát

### CD version
| STT | Nhan đề                                                                           | Phổ lời                   | Phổ nhạc                      | Thời lượng |
| --- | --------------------------------------------------------------------------------- | ------------------------- | ----------------------------- | ---------- |
| 1.  | "明日は来るから" (Asu Wa Kuru Kara)                                               | Takeshi Senoo, Mai Osanai | Takeshi Sanoo                 | 5:14       |
| 2.  | "The Way U Are (Japanese ver.)"                                                   | Hiroshi Yamada            | Robert Zuddas, Hwang Seong-je | 3:28       |
| 3.  | "明日は来るから (ヴォーカル＆ピアノver.)" (Asu Wa Kuru Kara (Vocal & Piano ver.)) | Takeshi Senoo, Mai Osanai | Takeshi Sanoo                 | 2:37       |
| 4.  | "明日は来るから (Less Vocal)"                                                     |                           |                               |            |
| 5.  | "The Way U Are (Japanese ver.)(Less Vocal)"                                       |                           |                               |            |

### CD+DVD
CD
| STT | Nhan đề                                     | Phổ lời                   | Phổ nhạc                      | Thời lượng |
| --- | ------------------------------------------- | ------------------------- | ----------------------------- | ---------- |
| 1.  | "明日は来るから" (Asu Wa Kuru Kara)         | Takeshi Senoo, Mai Osanai | Takeshi Sanoo                 | 5:14       |
| 2.  | "The Way U Are (Japanese ver.)"             | Hiroshi Yamada            | Robert Zuddas, Hwang Seong-je | 3:28       |
| 3.  | "明日は来るから (Less Vocal)"               |                           |                               |            |
| 4.  | "The Way U Are (Japanese ver.)(Less Vocal)" |                           |                               |            |

DVD
1. 明日は来るから (Music Video)
2. Interview

## Xếp hạng
| Ngày phát hành     | Oricon chart         | Thứ hạng | Số bản tiêu thụ | Chart run |
| ------------------ | -------------------- | -------- | --------------- | --------- |
| 8 tháng 3 năm 2006 | Weekly Singles Chart | 22       | —               | 7 tuần    |

## Ngày phát hành
| Ngày               | Quốc gia | Định dạng  | Nhãn đĩa    |
| ------------------ | -------- | ---------- | ----------- |
| 8 tháng 3 năm 2006 | Nhật Bản | CD CD+ DVD | Rhythm Zone |